# Pueblo Nuevo (Tepehuaje)
Se denomina Pueblo Nuevo (Tepehuaje) a un ejido situado en el municipio de Cadereyta Jiménez, en el Estado de Nuevo León, México. Tiene 1150 habitantes.

## Geografía
Pueblo Nuevo se encuentra ubicado en 
Este  ejido colinda con el ejido la Concepción y el ejido Soledad Herrera, ambos ejidos de Cadereyta Jiménez, Nuevo León y con el ejido Las Alazanas del municipio de Los Ramones, Nuevo León.

## División territorial
1. : Zona del Pueblo
2. : Zona del Chaleco

La primera zona del Pueblo Nuevo(Pueblo) está ubicada a la entrada principal de la carretera que conecta con la carretera hacia Reynosa y su limitación es paralela con la calle de la plaza y del centro social.
La segunda zona comienza paralela con la calle del centro social y limita con la calle del CBTA # 74.

## Religiones
- Católica
- Protestante

## Actividades económicas
- Agricultura: Principalmente producción de cítricos.
- Ganadería: Producción bovina, porcina, ovina y caprina.

## Infraestructura
En Pueblo Nuevo (Tepehuaje) hay un total de 329 hogares.
De estos, 325 viviendas, 6 tienen piso de tierra y unos 12 constan de una sola habitación.  
De todas las viviendas 292 tienen instalaciones sanitarias, 117 están conectadas al servicio público, 313 tienen acceso a la luz eléctrica. La estructura económica permite a 8 viviendas tener una computadora, a 263 tener una lavadora y 308 tienen una televisión.

## Atractivos turísticos
- Río San Juan

## Equipos deportivos
- Los Aztecas. Equipo de béisbol que participa en la liga de la zona.